# سفينة مضادة للألغام

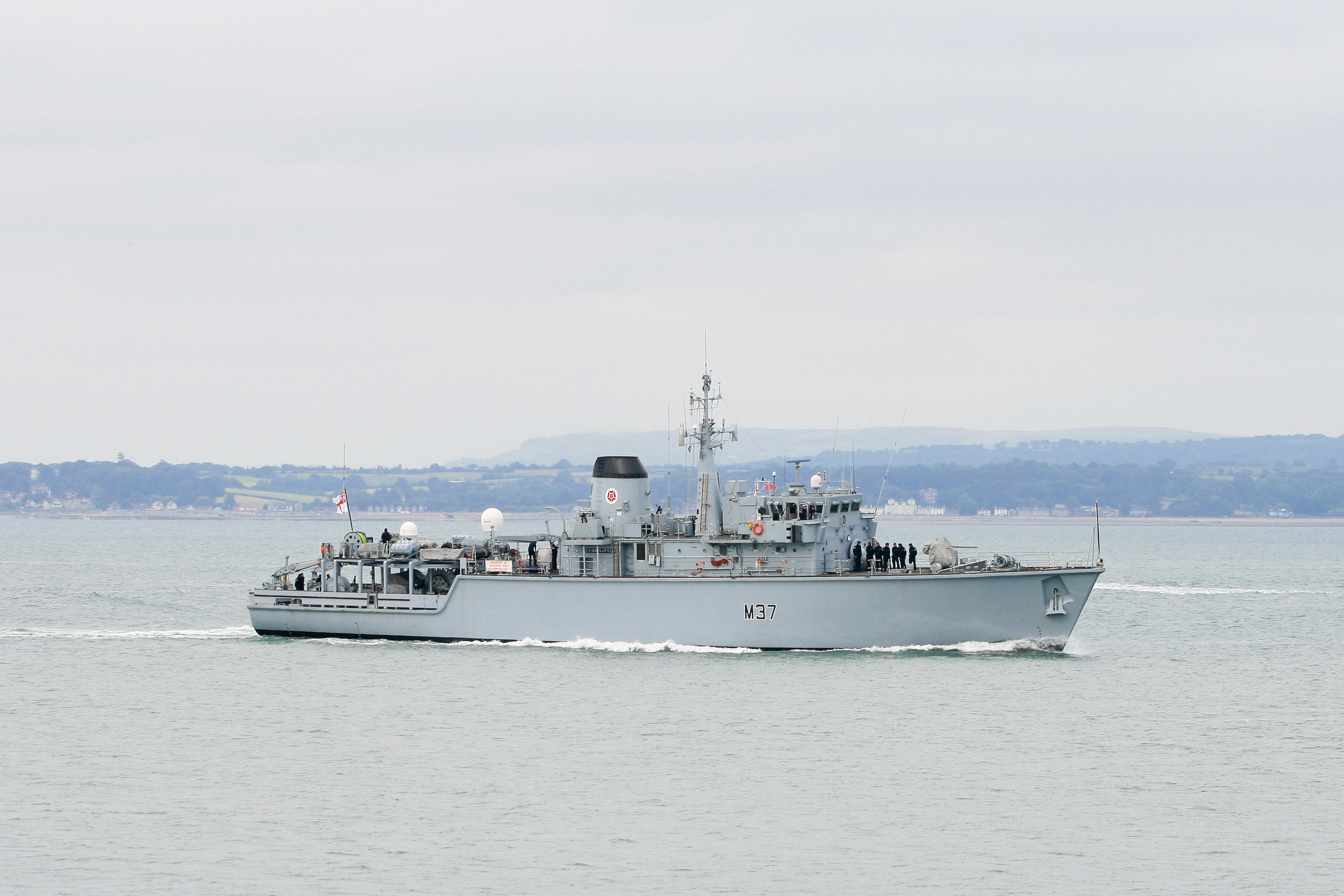
HMS Chiddingfold في عام 2013.

سفينة مضادة للألغام (بالإنجليزية: mine countermeasures vessel)‏ أو (MCMV)، هي سفينة قوات بحرية مصممة لتحديد مواقع الألغام البحرية وتدميرها، وهي كذلك تجمع بين دور كاسحة ألغام و صائدة ألغام في هيكل واحد. أيضا، فأن مصطلح (MCMV) يمكن أن يطلق على كاسحات الألغام و صائدة الألغام.